# Villa gallo-romaine de Séviac
La villa gallo-romaine de Séviac est un site archéologique situé à Montréal-du-Gers dans le département du Gers. La Villa fait partie depuis 2008 du pôle archéologique Elusa Capitale Antique.

## Localisation
Le site de la villa de Séviac est situé sur la commune de Montréal-du-Gers, dans le département du Gers, sur un plateau situé au confluent de l'Auzoue et de l'Argentans. Il répond aux conditions habituelles pour ce genre de lieu, puisque son altitude (135,25 m) lui permet d'éviter l'humidité et les inondations. Séviac se trouve à une douzaine de kilomètres de la cité antique d'Elusa (aujourd'hui, Eauze).

## Découverte

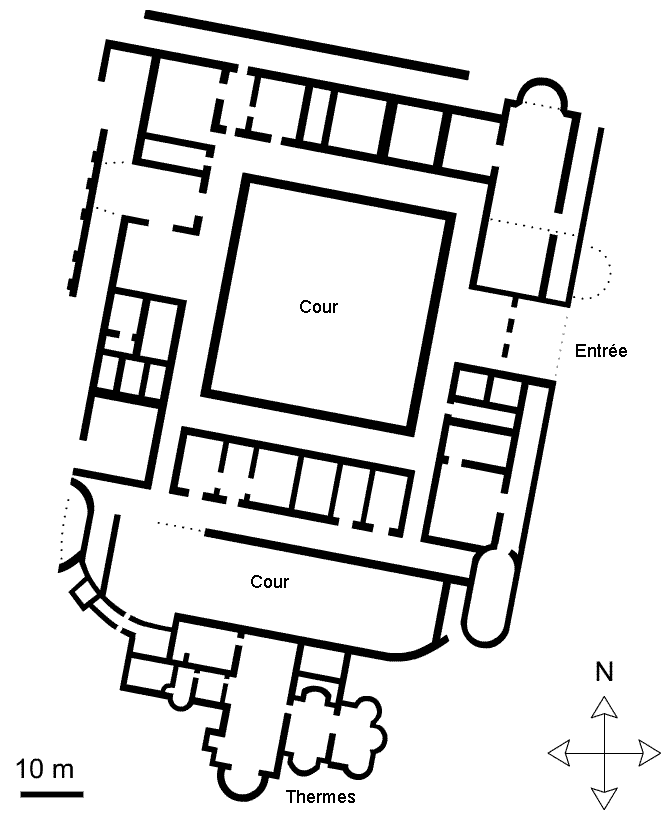
Plan du site.

Ce site a peut-être été découvert en 1864 par hasard pendant la construction d'une ferme d'après J. Noulens. En 1868, l'abbé Monnier, curé de Labarrère, fait des fouilles, découvre une mosaïque et écrit au ministre des beaux-arts de Napoléon III pour obtenir de l'argent afin de poursuivre les fouilles. Des fouilles sérieuses sont entreprises avant la guerre de 14-18, puis le lieu tombe dans l'oubli jusqu'à la fin des années 1950. En 1959, Paulette Aragon-Launet (1913-1992), membre de la Société archéologique du Gers, réactive les fouilles, en cherchant seule, une bêche à la main, le « palais enseveli » dont son père, témoin de la campagne de fouilles du docteur Odilon Lannelongue (1840-1911) dans les années 1911, lui avait parlé. Aidée de ses enfants, elle met au jour des mosaïques déjà inventoriées, puis dirige en 1961 une campagne de fouilles qui permettra de dégager l'aile ouest de la villa. Paulette Aragon-Launet fonde en 1966 l'Association pour la sauvegarde des monuments et sites de l'Armagnac, qui est propriétaire du site où sont organisées des fouilles chaque été pendant trente ans, de 1967 à 1997. En 2003, la propriété du site est transférée à la commune de Montréal-du-Gers.

## Les mosaïques
Le site de Séviac, classé monument historique en 1978 (étendu par une inscription en 2012 puis en 2014), est particulièrement renommé pour son ensemble de mosaïques que les spécialistes désignent sous le nom d' École d'Aquitaine. Cet ensemble est unique en France. Les mosaïques  furent posées entre le dernier tiers du IVe siècle et la première moitié du Ve siècle, couvrant les espaces de réception et de circulation. Polychromes à trame géométrique, puis végétale. Elles furent restaurées à partir des années 1990. En 2013 un diagnostic fut posé et en 2016 la SOCRA basée à Périgueux fut mandatée pour procéder à la restauration pérenne de ces mosaïques. En 2018, ce sont près de 625 mètres carrés qui ont retrouvé une seconde jeunesse. Remises en place, elles sont aujourd'hui protégées des intempéries par une structure de 2070 mètres carrés à la toiture translucide.

## Autres objets
On y a trouvé aussi de nombreux objets, dont un orteil en bronze de cinq centimètres de long, pesant 390 grammes, considéré comme un élément d'une statue monumentale. La statue n'a pas été retrouvée et l'objet, découvert en 1910, a disparu depuis. Quelques chapiteaux de pilastre en marbre pyrénéen, réalisés vers 420-440, ont été également mis à jour.
Après avoir été exposés à Montréal-du-Gers, plusieurs objets font désormais l'objet d'une exposition temporaire. C'est le cas d'une tête en marbre (~400), de plusieurs fragments de statuettes (une Vénus anadyomène et un putto notamment) et de la mosaïque aux arbres, un ouvrage exceptionnel par sa qualité artistique et son originalité, puisqu'il ne reprend pas un motif habituel. Divers objets (lampes à huile, clous, outils, poids de métiers à tisser, fibules) témoignent de la vie quotidienne des habitants de la villa.

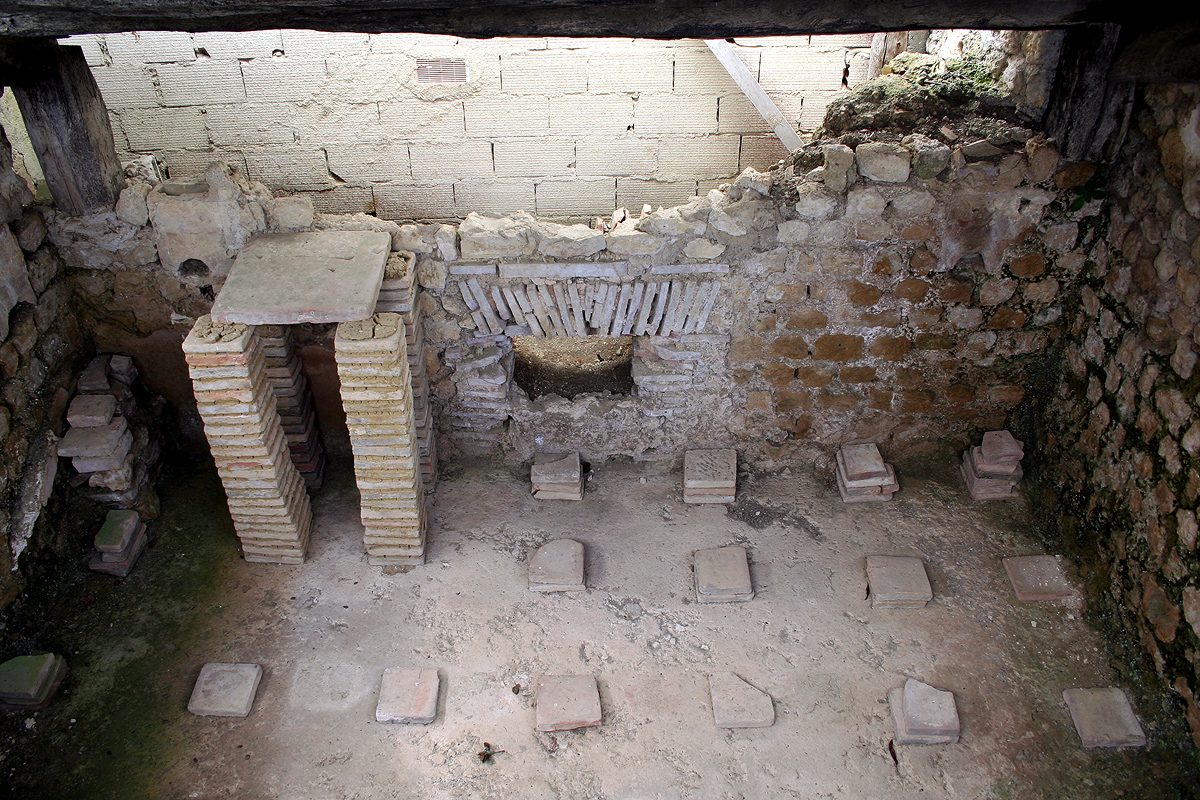
L'hypocauste.
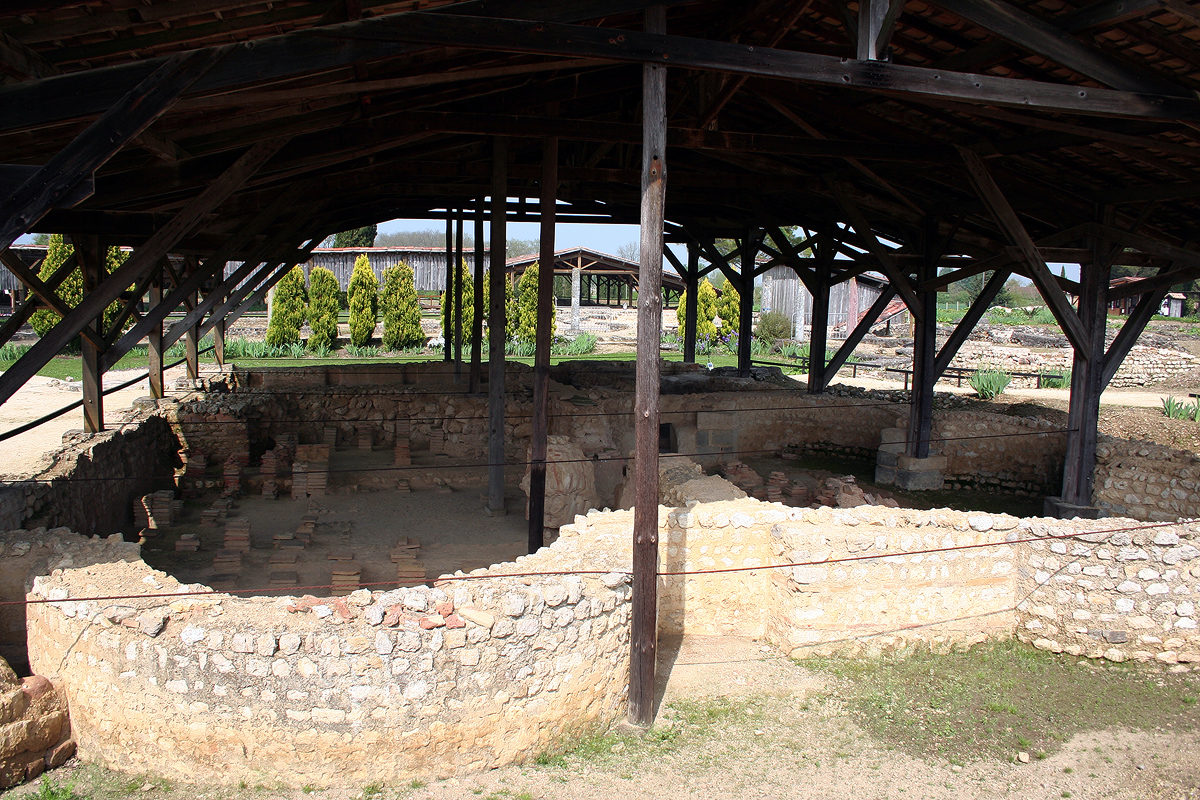
Les thermes.
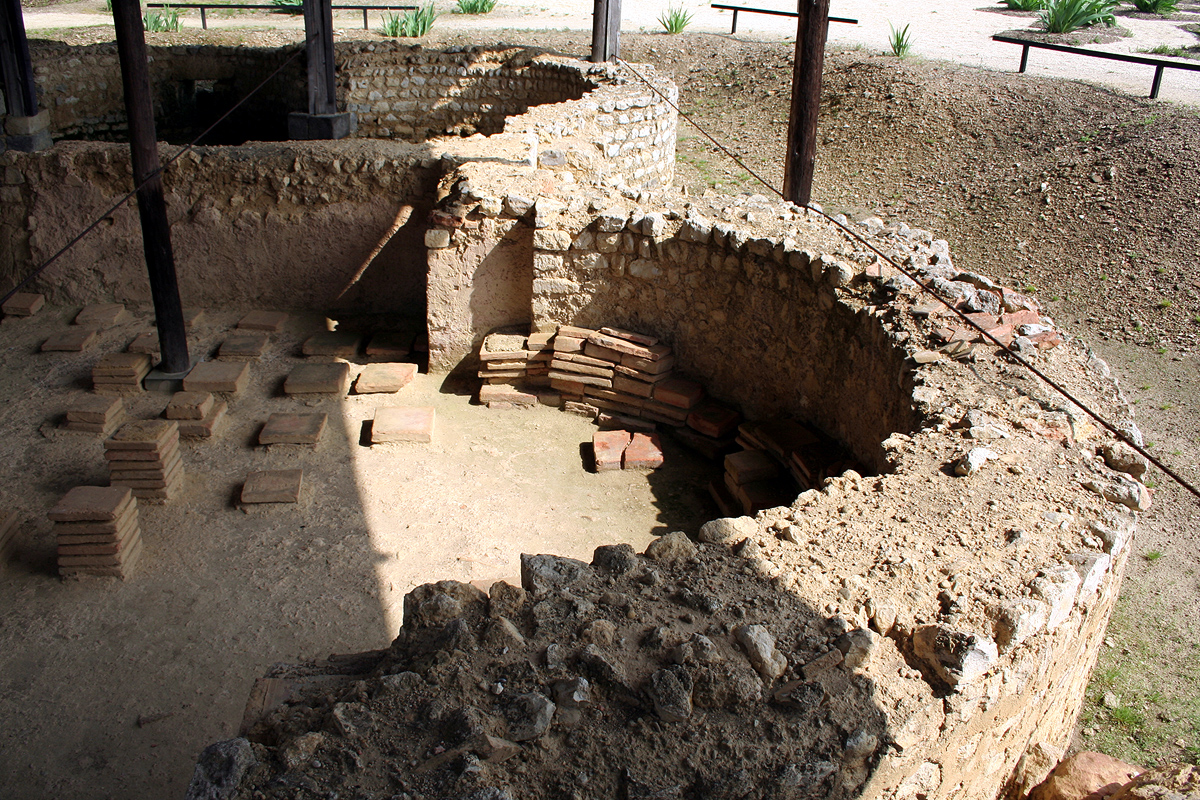
Les thermes.
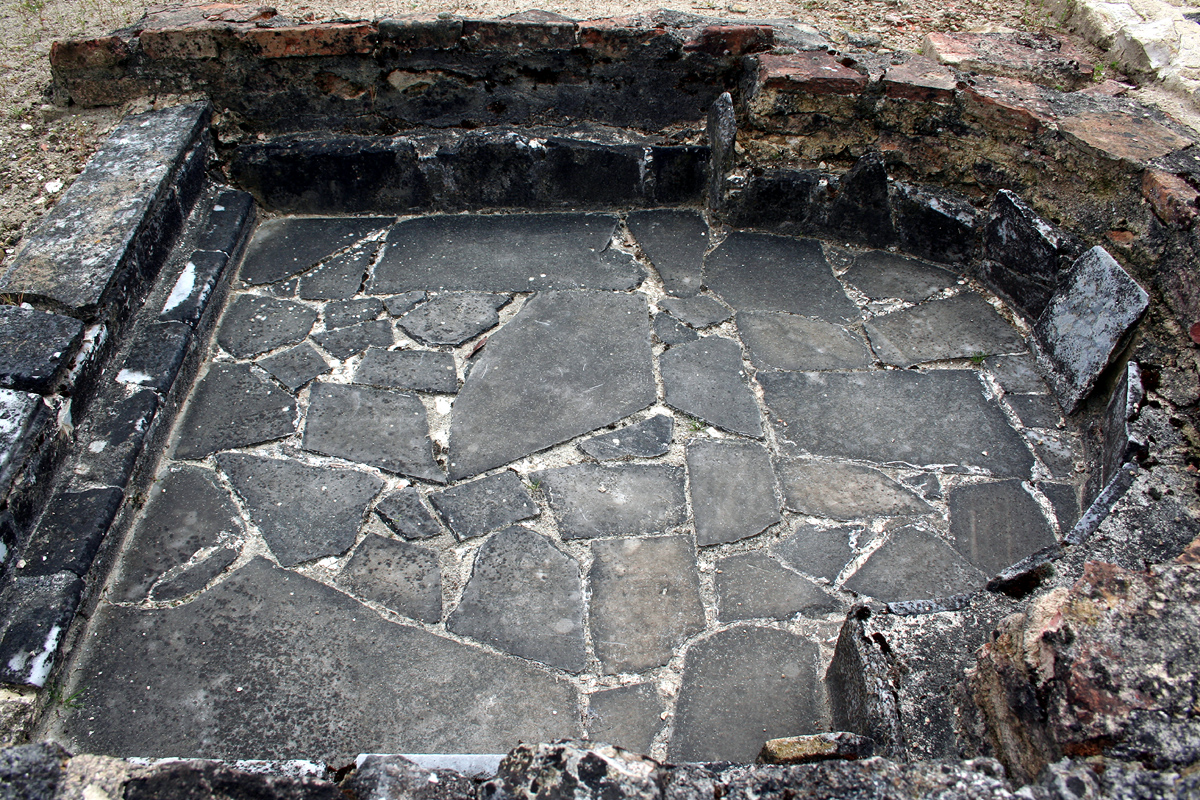
Pediluve.
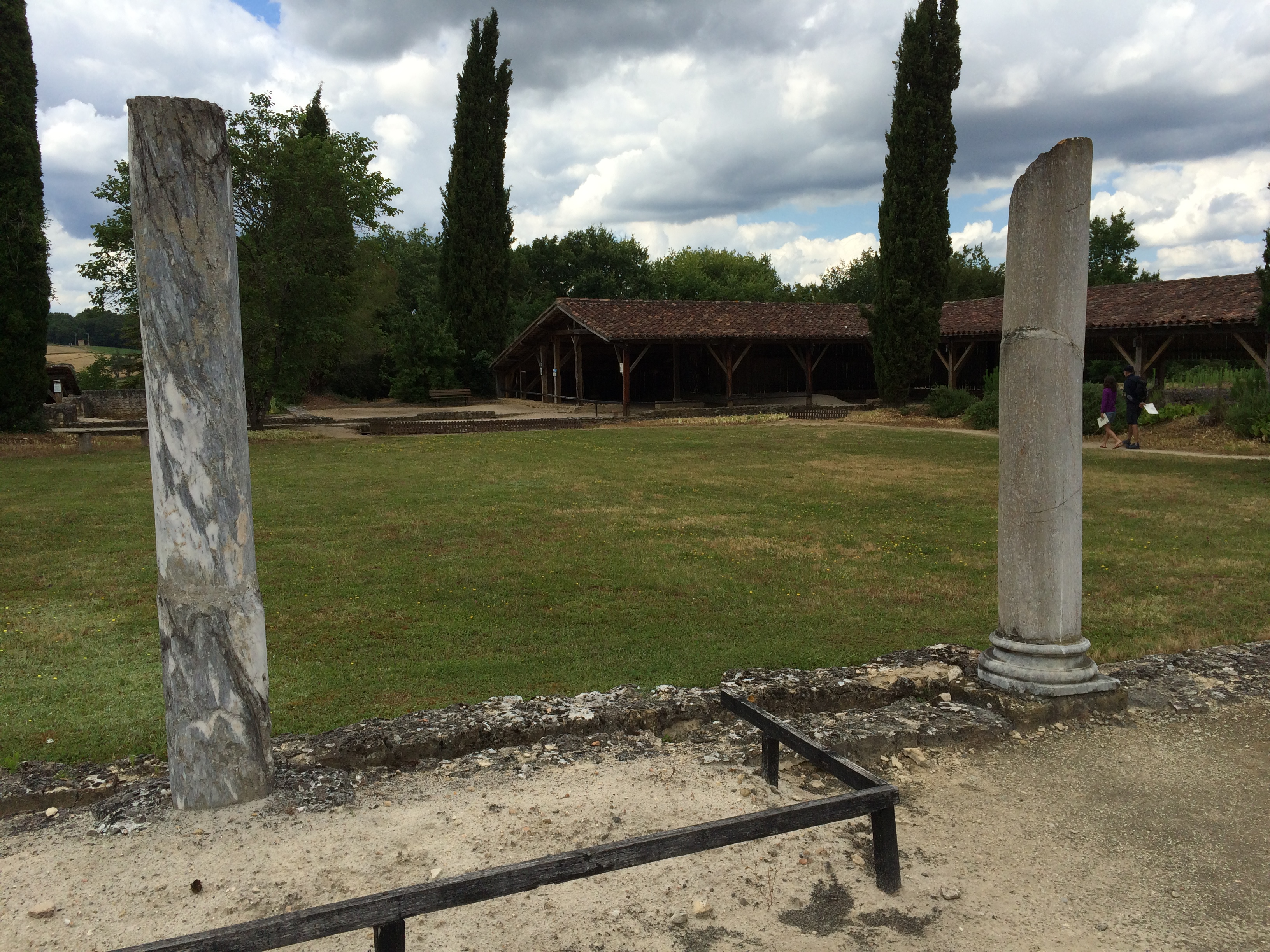
Deux colonnes.
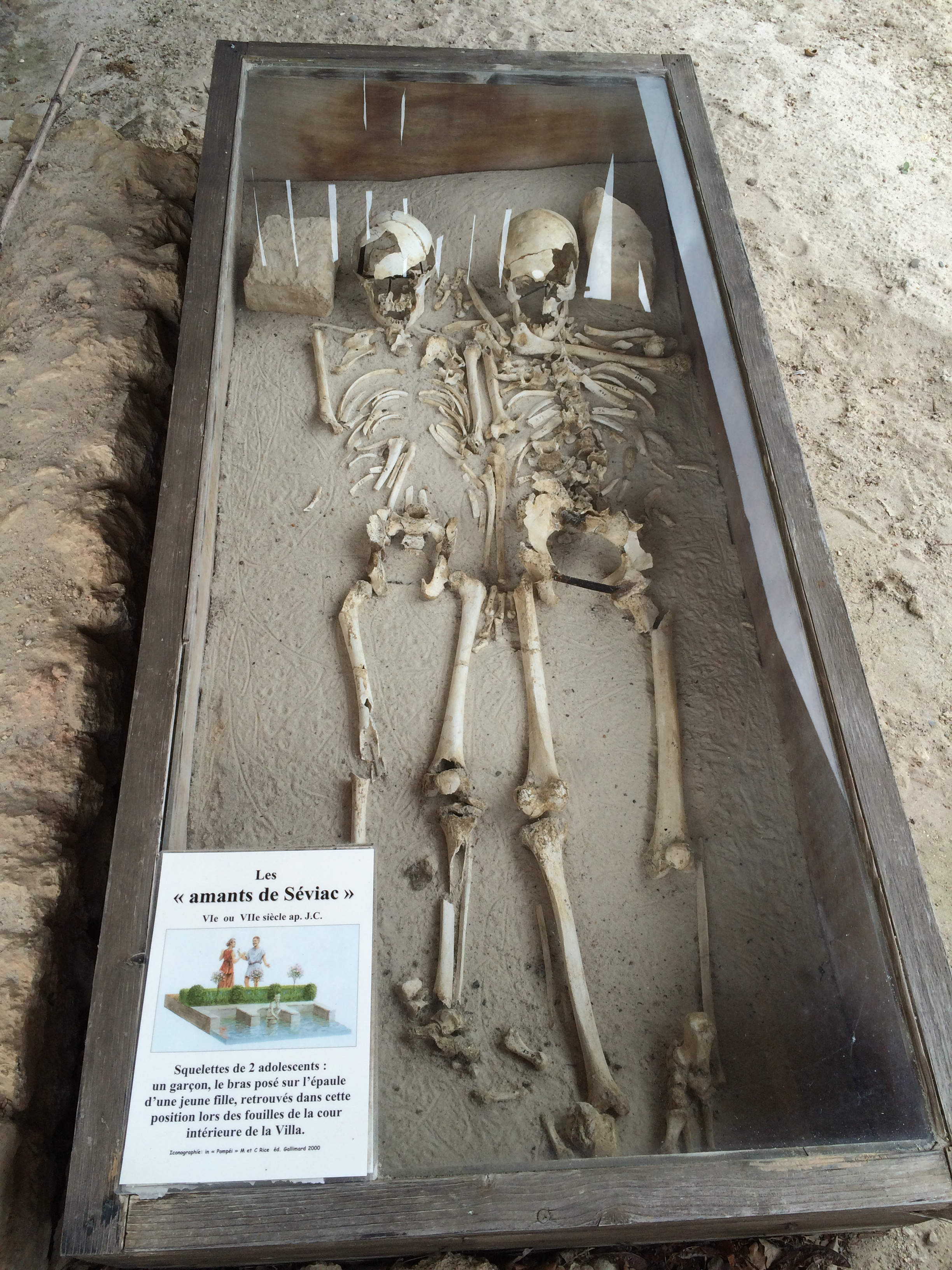
Deux squelettes découverts lors des fouilles

Quelques-unes des mosaïques
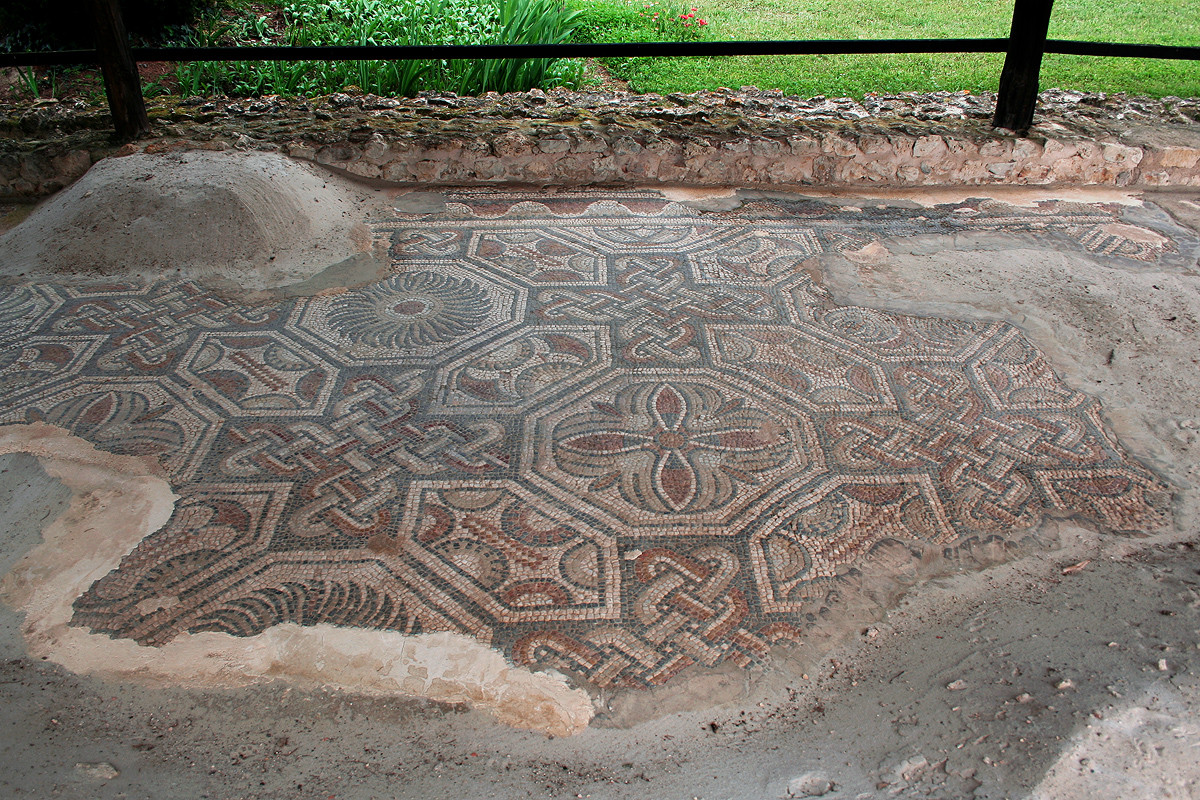
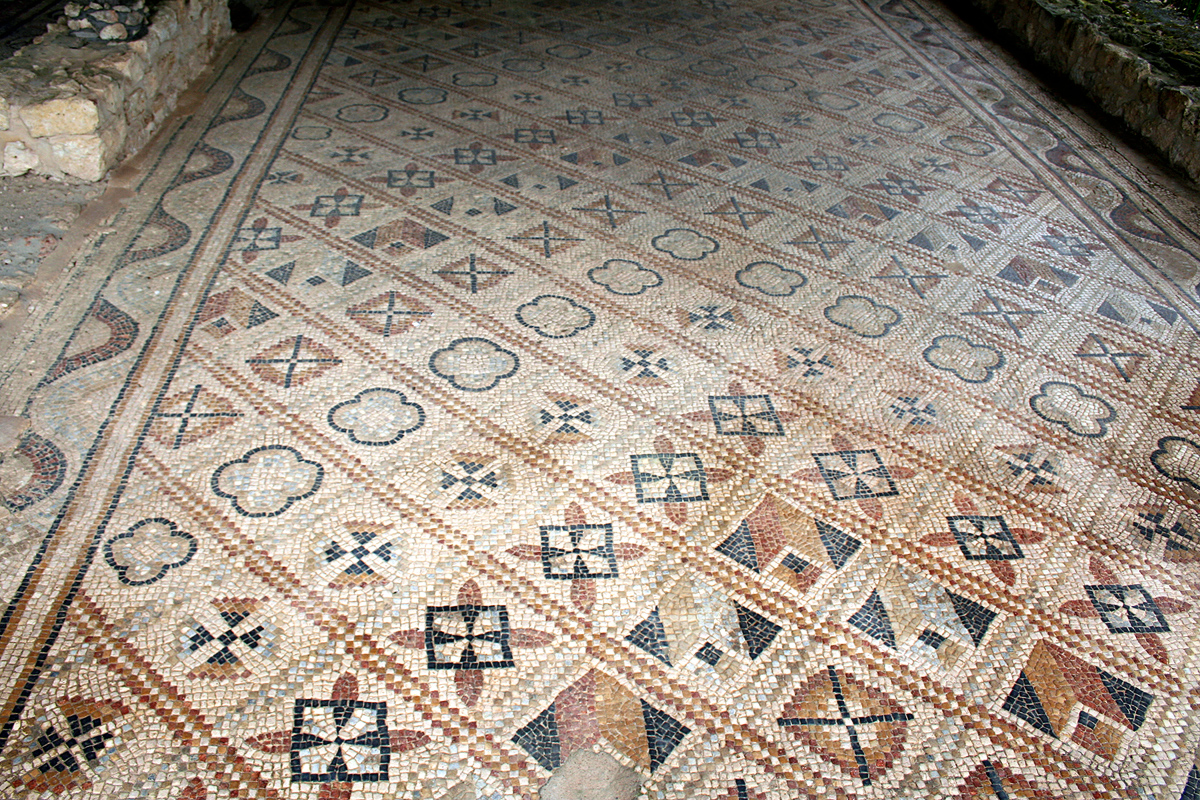
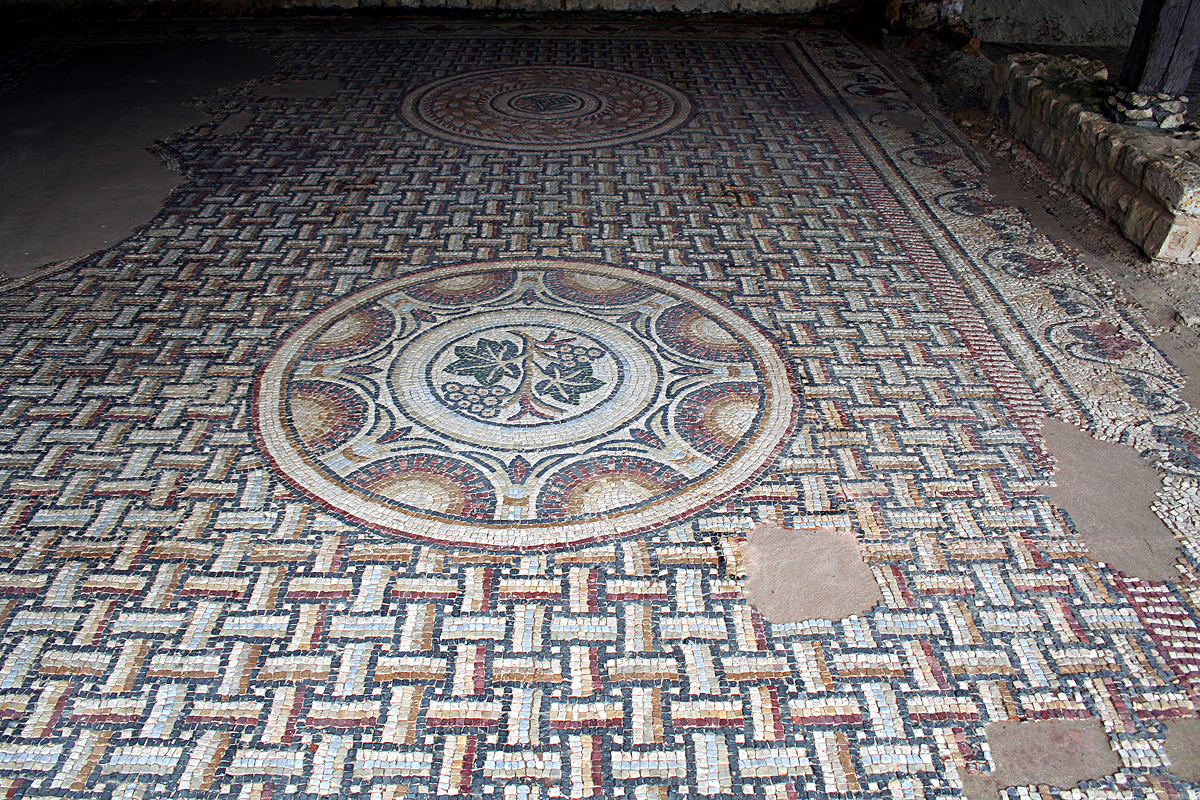
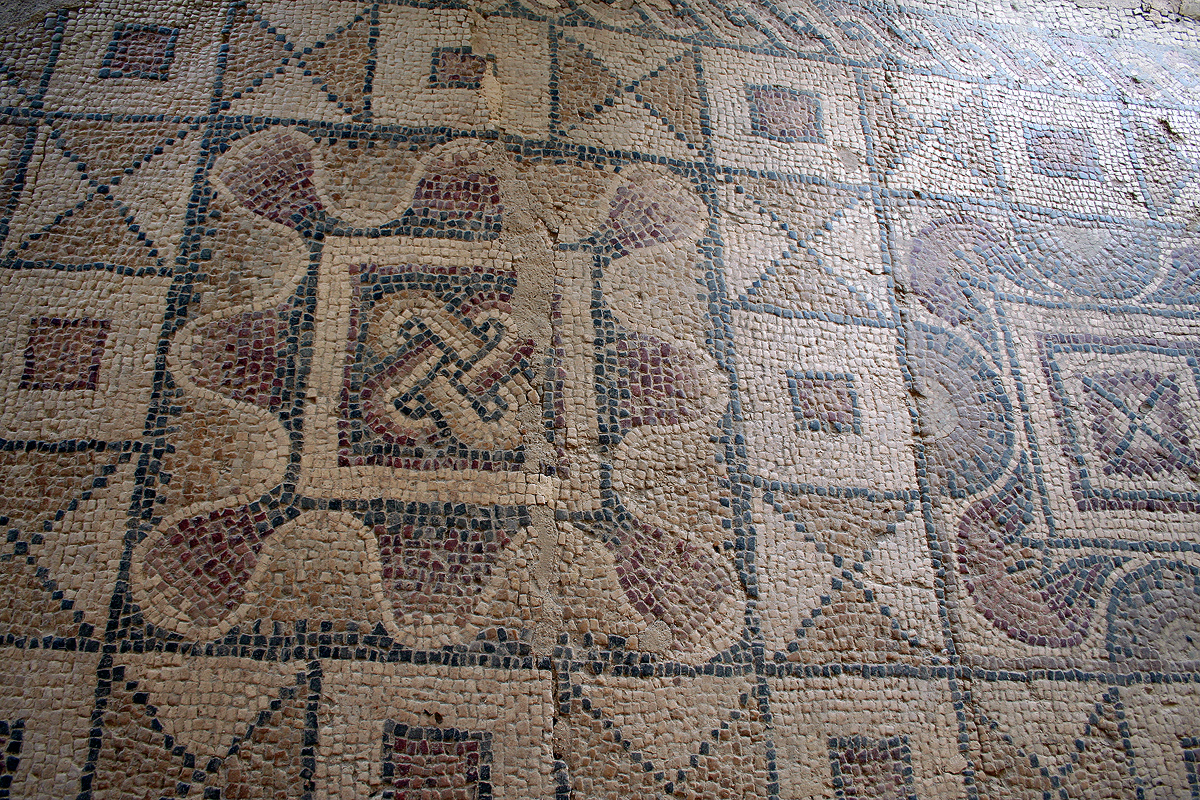

## Historique et description
Ce lieu fut occupé pendant près d'un millénaire. Dès le milieu du Ier siècle de notre ère, un modeste local y est implanté, puis une villa est construite au IIe siècle agrandie au fil du temps, puis restructurée dans le dernier tiers du IVe siècle.
Le christianisme s'étant implanté dans la région au début du VIe siècle, on procède à la construction d'un baptistère. L'ensemble va perdurer en partie tout au long du VIe siècle, toujours occupé par un aristocrate. Au VIIe siècle, dans les lieux en ruines furent construites quelques maisons. Entre les VIIIe siècle et XIe siècle, les ruines furent surtout un lieu d'inhumations avec église et nécropole.
De sa reconfiguration à la fin du IVe siècle, la villa se développe autour d'une vaste cour-jardin de 30 mètres de côté, entourée de galeries à colonnade, elles-mêmes bordées de pièces aux dimensions et aux usages multiples.
Au nord sont les pièces domestiques qui donnent sur la pars rustica, dont le site n'est pratiquement pas fouillé en 2018.
À l'est, on trouve un grand vestibule à côté d'une salle de réception chauffée à abside qui fut remplacé par un espace beaucoup plus grand dans la première partie du Ve siècle puisqu’avoisinant les 240 m². C'est dans ce lieu que se trouve la célèbre mosaïque aux arbres, réalisée vers 420-440. Elle est une des plus tardives de la villa.
L'aile sud fait un point de passage avec une cour méridionale donnant accès aux thermes. Au début du Ve siècle, ce bâtiment faisait plus de 500 m² et se partage en deux secteurs de part et d'autre du frigidarium. La partie occidentale est composée de deux petites salles, dont le chauffage est assuré par le sol et les murs et elles possèdent chacune un bassin : la salle tiède tepidarium, et la salle chaude : caldarium. Ce secteur à usages privés possède également des latrines.
La partie orientale était à l'origine constituée de vastes pièces chauffées plus ou moins réservées à la réception, mais au Ve siècle, elle devient un secteur froid.